# Jason Price
Jason Price (* 5. April 1978 in Chicago, Illinois), auch „J.P.“ genannt, ist ein ehemaliger US-amerikanischer Basketballspieler und jetziger -trainer.

## Karriere
Anfangs spielte Price mit dem Gedanken, Profi-Footballer zu werden. Durch seinen Bruder Quentin, mit dem er bereits in jungen Jahren auf Freiplätzen in seiner Heimatstadt Chicago spielte, kam er dann letzten Endes auf die Sportart Basketball. Er spielte in seiner Heimat am Marshalltown Community College sowie an der University of Iowa. 2001 schlug er eine Profilaufbahn ein und spielte während dieser für Vereine in Polen und Kosovo, ehe er 2003 nach Deutschland wechselte und dort für verschiedene Klubs in der 2. Bundesliga und Regionalliga auflief: Seine Stationen waren die Krefeld Panthers, der BBV Hagen, der FC Schalke 04 und der SVD 49 Dortmund. Bereits während seiner Zeit als Berufsspieler übernahm er bei seinen Vereinen Traineraufgaben im Jugendbereich. Seine größten Erfolge als Profi feierte er in der Saison 2005/06, als er mit Dortmund den Meistertitel in der Regionalliga West sowie den WBV-Pokal gewann und bester Punktesammler der Mannschaft war.
Nach dem Ende seiner Spielerkarriere wurde er Trainer und gründete mit einem weiteren ehemaligen Profispieler, Duez Henderson, ein Unternehmen, das Basketballtraining für Einzelpersonen und Gruppen anbietet. Darüber hinaus baute er ebenfalls mit Henderson die Jugendmannschaft „Iowa Pump N Run“ auf.
Ab Januar 2016 bis zum Ende der Saison 2016/17 war Price Assistenztrainer beim Bundesligisten Eisbären Bremerhaven, zunächst unter Chris Harris, nach einer Veränderung im Trainerstab dann unter Sebastian Machowski.
Anfang Mai 2018 gab der luxemburgische Verein Sparta Bartringen Prices Verpflichtung als Cheftrainer bekannt. Im November 2018 wurde Price aus sportlichen Gründen von Sparta entlassen. Mit Saisonbeginn 2019/20 übernahm er das Traineramt bei der BSG Grevenbroich in der deutschen Regionalliga. Anfang Februar 2020 musste Price nach sechs Niederlagen in Folge seinen Posten in Grevenbroich räumen. 2021 wurde er in seinem Heimatland Co-Trainer an der Clark Atlanta University (zweite NCAA-Division).